# 隆納·格里利
隆納·格里利（英語：Ronald Greeley，1939年8月25日—2011年10月27日）是一位亞利桑那州立大學地球與太空探測學院的榮譽退休教授，也是 NASA和亞利桑那州立大學合辦的區域行星影像中心（Regional Planetary Image Facility）前任主任，並曾經是 NASA 艾姆斯研究中心 Planetary Aeolian Laboratory 的主持人。格里利在1967年起就致力於月球和行星的研究，晚期則將他的研究注重在了解行星表面地質作用和地質歷史。

## 教育
格里利分別於1962年和1963年在密西西比州立大學取得地質學學士和碩士學位。之後於1966年在密蘇里大學羅拉分校取得地質學博士學位。

## 職業生涯
格里利獲得博士學位以後進入加利福尼亞標準石油服務。1967年他進入 NASA 的艾姆斯研究中心服務，並執行登陸月球阿波罗计划的準備作業。之後他就在 NASA 研究太空地質學。在1970年代初期行星探測任務的結果之後，格里利的注意力轉移到了火星，並分析火星水手6號、7號和9號（水手號計劃）資料以研究火星火山和風成作用。1976到1980年間他是海盗号科學團隊成員。
1977年格里利成為亞利桑那州立大學地質學系和隕石研究中心合聘的教授。他最近的研究則是地球、火星、金星和土衛六上因為風引起的地質作用、玄武岩質火山活動和包含木衛二在內的行星與衛星表面圖測繪。他也是 NASA 火星探测漫游者和 ESA 火星快車號科學團隊成員。
格里利在 NASA 和美国国家科学院各種小組研究太空科學和行星地質學。他是 NASA Planetary Geology and Geophysics Management Operations Working Group、美國國家科學院 Sciences Committee on Lunar and Planetary Exploration 和 NASA Mars Exploration Program Analysis Group 的主持人。格里利並且是 NASA Science Definition Team for the Europa 旗艦任務的共同主持人，之後擔任Planetary Science Subcommitee of the NASA Advisory Council ，直到他於2011年去世。 
格里利個人或和其他人合著了超過400篇學術論文和16本書，較有名的有 Geology on the Moon、Earthlike Planets、Planetary Landscapes、The NASA Atlas of the Solar System、21st Century Astronomy。

## 獎項與榮譽
格里利獲得了數個獎項，其中包含1997年獲得美國地質學會行星地質學部的格羅夫·卡爾·吉爾伯特獎，2007年成為美國地球物理聯盟會士，2008年成為美國科學促進會會士。他在2004年獲得亞利桑那州立大學的傑出教授獎、2007年獲得該校地球與太空探測學院 Best Field Trip of the Year 榮譽。格里利也獲得 NASA 頒發的多個個人、團隊或領導者獎項。1988年小行星30785以他的名字命名。2015年火星南半球挪亚区的格里利撞擊坑以他命名。

## 外部連結
- Ronald Greeley’s Resume
- JPL Small-Body Database Browser on 30785 Greeley （页面存档备份，存于）
- In Memoriam: Ron Greeley, NASA Astrobiology